# Jerusha Hess
Jerusha Hess, née Demke, est une scénariste et costumière américaine et l'épouse du réalisateur Jared Hess.

## Biographie
Elle a étudié le cinéma et l'anglais à Birgham Young University où elle a rencontré son mari.
Elle a coécrit le scénario du premier long métrage de son époux, Napoleon Dynamite en 2004.

## Filmographie
- 2004 : Napoleon Dynamite, coscénariste et costumière.
- 2013 : Austenland (réalisatrice et coscénariste)